# Valle de Bardají
Valle de Bardají è un comune spagnolo di 49 abitanti situato nella comunità autonoma dell'Aragona.